# 세계 헌혈자의 날

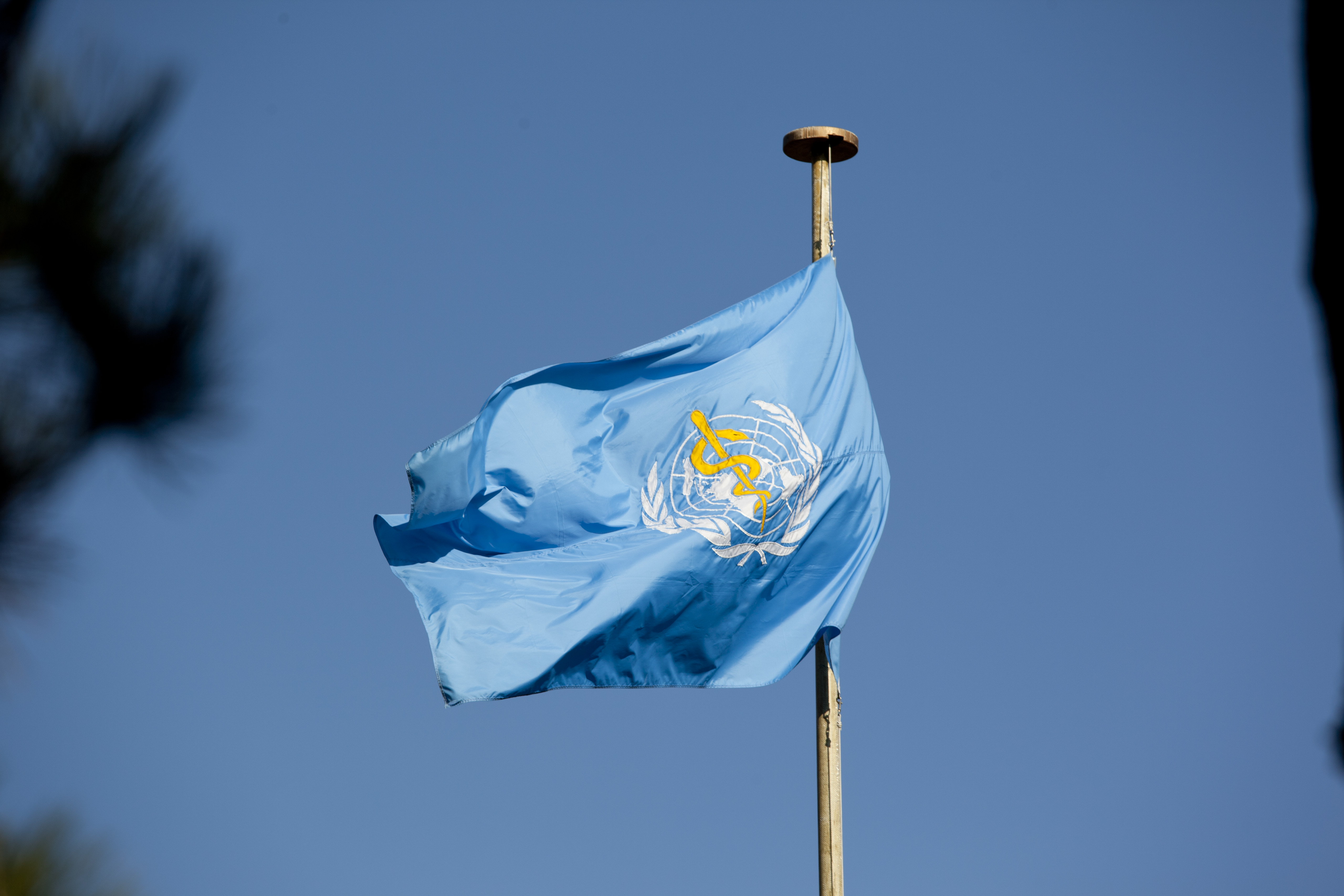

세계 헌혈자의 날(World Blood Donor Day)은 자발적 무상 헌혈에 참여하는 헌혈자에게 감사와 존경을 전하기 위해 마련된 기념일이다.
2004년 국제 헌혈운동 관련기관(국제적십자사연맹, 세계보건기구, 국제헌혈자조직연맹, 국제수혈학회)은 ABO식 혈액형을 발견한 카를 란트슈타이너의 생일인 6월 14일을 "세계 헌혈자의 날"로 제정하고, 각국에 헌혈의 중요성을 전하고 헌혈자에게 감사를 전하도록 권고하였다.
이후 192개국 정부가 참가한 2005년 세계 보건 총회에서 매년 6월 14일을 세계 헌혈자의 날로 지정하는 결의안을 채택하였다. 결의안 WHA58.13은 세계 보건 기구 회원국들이 이 날을 통해 많은 환자들의 생명을 구하거나 삶의 질을 향상시키기 위해 묵묵히 자발적 헌혈에 참여하는 사람들을 기념하도록 촉구하였다.